# Anders-Johantjärnen
Anders-Johantjärnen är en sjö i Bräcke kommun i Jämtland och ingår i Ljungans huvudavrinningsområde.